# Nicolau de Lira
Nicolas de Lyre (1270-1349) (Nicolaus Lyranus) (* La Vieille-Lyre, Évreux, Normandia, 1270 † Paris, 23 de Outubro de 1349) foi um frade menor, teólogo e exegeta bíblico.

## Biografia
Nascido no seio de uma família judia, Nicolau de Lira recebeu o batismo e se converteu ao cristianismo. Em 1291, ingressou na Ordem Franciscana, no convento de Verneuil-sur-Avre.
Enviado para estudar em Paris, em 1307 recebeu o diploma de bacharel e no ano seguinte recebeu seu mestrado em teologia, fazendo-se destacar pelos seus conhecimentos. Em 1309 tornou-se doutor em Sorbona e dez anos depois, foi nomeado ministro provincial, posto mais alto dos franciscanos franceses.
Participou de maneira ativa no julgamento por heresia da mística beguina e poetisa Margarita Porete (1250-1310), condenada a morrer na fogueira no dia 31 de Maio de 1310.
Depois de comandar os franciscanos na França entre 1319 e 1324, foi enviado para exercer o posto de ministro provincial da Ordem em Borgonha até que, por volta de 1330, retornou a Paris, para se consagrar às tarefas de exegese bíblica, granjeando com isso grande prestígio.
Foi consultado, junto com vinte e oito teólogos, a pedido do rei Felipe, o Belo (1268-1314), com relação à controvérsia da visão beatífica.
Morreu em 23 de Outubro de 1349 no Grande Convento de Paris, sendo homenageado com os títulos de «doctor planus» e «doctor utilis».

## Sua missão
Nicolau de Lira, durante cerca de quarenta anos, se dedicou à exegese da Bíblia. Escreveu inúmeros tratados dirigidos aos judeus, censurando neles o uso do Novo Testamento por causa da crítica rabínica com relação à religião cristã.
Lamentando a sutileza forçada da hermenêutica da sua época, baseava seu método explicativo, de acordo com os preceitos das ordens mendicantes do século XIII, na fidelidade ao sentido literal, fundamento para ele de toda derivação mística, alegórica ou anagógica. A base textual era tão importante para ele que urgia corrigir os erros referindo-se aos originais em hebraico, o que constituía uma avanço da Crítica Textual posterior, embora o franciscano reconhecesse o valor da autoridade da tradição apostólica da igreja.
"Não pretendo afirmar nem estabelecer nada que não tenha sido declarado com a pureza cristalina das Sagradas Escrituras, ou pelas autoridades da igreja... A ela submeto tudo quanto tenho dito ou posso dizer com correção para a Santa Madre Igreja e para todos os homens instruídos..." (Segundo prólogo das Postillae).
Nicolau usava todas as fontes à sua disposição. Dominava o hebraico com perfeição e se servia copiosamento do Rashi (1040-1105) e de outros comentários rabínicos, da "Pugio fidei christianae" de Raimundo Marti (1220-1284) e, logicamente, dos comentários de São Tomás de Aquino.
Foi um autor prolífico: a lista de suas obras impressas, elaborada por E. A. Gosselin, em  1970, ocuparam vinte e sete páginas, mesmo assim, ainda é grande o número de suas obras que nunca foram publicadas até o dia de hoje.
À maneirade outros homens da igreja do século XIV, Nicolau de Lira se dedicou à conversão dos judeus para o cristianismo. Para eles compôs exortações como "Pulcherrimae quaestiones Iudaicam perfidam in catholicam fide improbantes", uma das fontes usadas por Martinho Lutero para sua obra "Von den Jüden und jren Lügen ".

## Obras
- Postillae perpetuae sive brevia commentaria in universa Biblia, sua obra principal
- Librum differentiarum Novi et Veteris Testamenti cum explicatione nominum hebraeorum
- Libellum contra quemdam judaeum impugnantem Christi divinitatem, eiusque doctrinam ex verbis Evangelii secundum Mathaeum
- Expositionem praeceptorum Decalogi
- De corpore Christi librum unum
- Tractatum de ídoneo ministrante et suscipiente Sanctissimum Sacramentum altaris
- Tractatum alterum de visione divinae essentiae ab animabus sanctis a corpore separatis
- Tractatus tres vel quatuor de diversis materiis contra judaeos
- Commentarios in quatuor libros Sententiarum
- Quodlibeta Theologica
- Postillas super Epistolas et Evangelia quadragesimalia
- Sermones de Sanctis
- Sermones de Tempore
- De Messia Ejusque Adventu Præterito